# Nargis Dutt
Nargis Dutt (Prayagraj, 1 de juny de 1929 – Bombai, 3 de maig de 1981), més coneguda com a Nargis va ser una actriu índia que va participar en diverses pel·lícules clàssiques de Bollywood. És considerada una de les actrius més importants del cinema hindi.
Va debutar el 1935 amb només cinc anys, i va aconseguir la fama amb Tamanna (1942). Durant la seva carrera de tres dècades, va aparèixer en diverses pel·lícules amb grans èxits de crítica i taquilla, en ocasions amb l'actor Raj Kapoor. La seva interpretació més important va ser el paper protagonista en la pel·lícula Mother India (1957), que li va valer el Premis Filmfare a la millor actriu. El 1967 va aparèixer en el film Raat Aur Din, i va guanyar el National Film Awards a la millor actriu.
En retirar-se de la interpretació va crear el Ajanta Arts Culture Troupe, una societat de promoció cultural, que va apadrinar diversos actors i produir espectacles en zones rurals. També va ser patrona de The Spastics Society of India, una ONG de suport a persones amb discapacitat. Posteriorment, el 1980, va ser elegida per formar part de la Rajya Sabha, la cambra alta de l'Índia.
El 1958 va casar-se amb Sunil Dutt, el seu company de repartiment a Mother India, i va tenir tres fills, entre ells l'actor Sanjay Dutt.
Va morir el 1981 de càncer de pàncrees. El 1982 va crear-se la Nargis Dutt Memorial Cancer Foundation en honor seu, i es va batejar un dels premis del National Film Awards amb el seu nom.